# Мегалитен комплекс Санта Кристина
Мегалитният комплекс „Санта Кристина“ е нурагическо светилище тип Pozzo sacro и обособена археологическа зона в Италия.
Разположена е в южната част на платото Абасанта (община Паулалатино, провинция Ористано), в централната част на Западна Сардиния. Обектът носи името на селската църква „Санта Кристина“, която се намира наблизо.

## Описание
Свещеният кладенец от комплекса е разположен в равнинен терен сред маслинови и коркови насаждения.
Археологическият обект е съставен от две части: първата, най-известната и археологически проучена, включва храм-кладенец, датиращ от Нурагическата епоха, а втората част на комплекса, на около 200 m на югозапад, се състои от единична Нурагическа кула, гигантска гробница (tomba di giganti), няколко каменни постройки с несигурно датиране и нурагично село, което предстои да бъде археологически проучено. От селото са видими само няколко руини на постройки. Макар и с ограничен археологически интерес, комплексът включва християнска религиозна зона на църквата „Санта Кристина“, разбирана като мястото на религиозен синкретизъм.
Към сакралната част на комплекса принадлежи кладенецът и една кръгла сграда, която се намира вдясно от входа на кладенеца с интериор от каменни пейки. От двете страни на тази сграда се наблюдават и още две изградени постройки. Зад тях, вероятно като елемент от комплекса се намира ограден терен с неправилна кръгла форма и вход към кръглата сграда.
Покритието на дромоса е изградено от застъпващи се архитрави в низходящ ред, със сегментно оформяне на всеки един от тях в зависимост от мястото му на стената. Толосът е със сравнително малък под, над който се издига висок, кошеровиден свод с опейон, подграден над терена с каменна ограда. Той също е изграден от сегментно оформени блокове за всеки следващ диаметър и не се налага стъпаловидно наддаване. В центъра на пода, точно под опейона (отвора), се намира вместо кладенец по-скоро малък плитък басейн, без какъвто и да е парапет. По стените на толоса (куполното помещение) се стичат повърхностни води, които без съмнение са запълвали малкия басейн, а при проливни валежи и пода на помещението и стълбата на дромоса. Всички стени на кладенеца са изградени във висока строителна техника, а дромосът и толосът са изградени в техника opus quadrum – широко застъпена в Източното Средиземноморие и Месопотамия.
Цялостният градеж на свещения кладенец е изпълнен с голяма прецизност; базалтовите блокове, от които е изградено съоръжението (среден размер около 0,60 см дължина и дебелина 0,30 см), са обработени, след което подредени в хоризонтални редове, като всеки по-нисък блок се издава на около сантиметър от поставения върху него блок, за да се създаде стъпаловиден ефект в толоса на съоръжението. Отличното състояние на опазване на конструкцията придава на кладенеца голямо археологическо и историческо значение.
И в наши дни водата прониква в кладенеца благодарение на целогодишен водоносен хоризонт, който пълни кръглия басейн на пода, стигайки до първата стъпка на стълбището. Нивото на водата се поддържа постоянно от този водоносен хоризонт, каптиран в съоръжението.
Според проф. Димитрина Митова-Джонова по своето пространствено решение свещеният кладенец при „Санта Кристина“ намира аналогии при кладенците от Балао, Сардиния и село Гърло, България. Според нея архитектурното и пространствено решение на комплекса без съмнение са били ангажирани с ритуали, свързани с шумерския бог Енки, който е повелител на „водата на живота“. Проф. Митова-Джонова разглежда съоръжението като храм на целебната вода, който привличал много поклонници и болни, търсещи изцеление. Според нея близките сгради от комплекса, където са поставени каменни пейки, са служели на чакащите според ритуала „раздвижването“ на водата и изцелението.

## Изследвания
Първото споменаване на паметника е на Джовани Спано – бащата на сардинската археология, през 1857 г. Последният прави доста объркано описание на свещения кладенец, правилно го приписва на културата Нураги, но не може да идентифицира истинската функция на същия, а предполага, че е нещо като затвор по подобие на други такива структури. През 1860 г. Алфонсо Ламармора в своя труд Itinéraire в сътрудничество със самия Спано възторжено описва паметника и го сравнява със Съкровищницата на Атрей, в Микена, Гърция. След откритието на много други свещени кладенци в Сардиния, археологът Антонио Тарамели през първата половина на ХХ век най-накрая успешно разгадава тяхната функция. Работата му е продължена от Рафаеле Петтацони, който в книгата си за вярванията на древните протосардинци описва култа към водата, като се позовава и на обекти извън територията на остров Сардиния.
Въпреки значението на паметника и отличното му добре съхранено състояние, е необходимо да се изчака до 1953 г., за да бъдат предприети първите разкопки и реставрации, които след това продължават с проучванията на Енрико Ацени от 1967 – 1973 и 1977 – 1983 г. Последните археологически разкопки са проведени от Бернардини през 1989 – 1990 г. и от Арнолд Лебьоф между 2005 и 2010 г. Планирани са и други изследвания, концентрирани главно в района на нурагическото село.

## Нурагически комплекс
На около 200 m от свещения кладенец в югозападна посока, след църквата „Санта Кристина“, се намира нурагически градеж, състоящ се от кула, от която е запазен само първият етаж и стълбището, водещо към втория етаж. Вероятно тази структура е издигната преди построяването на свещения кладенец. Сакралната зона с кладенеца е възникнала по-късно, вероятно след откритието на водния хоризонт и градежа на свещения кладенец. Поклонническите визити тук са продължили до Средновековието, когато тук е изградена селската църква „Санта Кристина“, която измества нурагическия култ. Основите на три каменни колиби са ясно различими на повърхността в маслиновата горичка. Предполага се, че тези сгради са построени тук след нурагическата епоха, като вероятно представляват постройки за убежище на добитък. Една от тези сгради все още е непокътната. Тя е с трапецовиден план. Дължината ѝ е почти 14 m, покривът е от каменни плочи, а стените са масивни.
В непосредствена близост са останките на нурагическо село, които предстои да бъдат археологически проучени. Постройките от селото са с кръгъл план. В близката околност са разположени и няколко гробници на гиганти и нураги.

## Археоастрономия
През 2007 г. проф. Арнолд Лебьоф наблюдава проникването на лунните лъчи в толоса на кладенеца през опейона и лунната пътека върху стената на съоръжението. Според него кладенецът е ползван като инструмент за измерване на лунните деклинации в моментите на луностоянието и по такъв начин вероятно съоръжението е „предсказвало“ затъмнения. Тази хипотеза все още подлежи на допълнителни обсъждания и изследвания на други подобни съоръжения.
- Археологическият комплекс Санта Кристина
- Преддверието на свещения кладенец
- Дромосът на свещения кладенец
- Кръглият отвор (окулусът) на опейона на свещения кладенец
- Вътрешността на свещения кладенец (гледана от дромоса)
- Графика на вертикален разрез на толоса и дромоса
- Входът към свещения кладенец с преддверието и оградната стена
- Вътрешността на нурагическата кула
- Толосът на нураг от нурагическото село
- Постройка А от нурагическото село
- Вътрешността на Постройка А от нурагическото село
- Нурагическата кула

## Християнски комплекс
Християнският комплекс е изграден около селската църква с патрон Света Кристина. Той се състои от 36 малки бараки, наречени muristenes и cumbessias, построени през 18. век (както свидетелства надпис на една от тях), където се събират верните в молитва през деветте дни, предхождащи празника на светицата. През този период по-малко заможните вярващи идвали всяка вечер в църквата и впоследствие се връщали в домовете си, докато заможните пребивавали в бараките, построени за тази цел.
Двете чествания извършвани тук са през втората неделя на май (въпреки че в католическия календар Санта Кристина се чества на 24 юли) и тази, посветена на Архангел Гавриил в четвъртата неделя на октомври. В католицизма Санта Кристина ди Болсена е свързана с култа към водите, практикуван и в нурагическата култура. Според житието на светицата – Кристина като вярваща християнка, е осъдена на смърт чрез удавяне, когато била едва на единадесетгодишна възраст. Вързали тежък камък около врата ѝ и я хвърлили в езерните води; камъкът обаче, подкрепен от ангели, изплувал и върнал момичето на брега.
Виторио Анджиус описва комплекса и неговите обреди през 1841 г. в речника на Angius-Casalis: Селската църква „Санта Кристина“ принадлежи към диоцеза на градчето Бонакардо. Наблизо има бараки за поклонниците, които пристигат тук в началото на май. Основният празник се пада на десето число и много често се организира шествие до кладенеца, наречен от светицата, който е с единствена форма и структура. На 24 юли се чества празник, в който се отбелязва славната смърт на Санта Кристина.
Църквата, чието строителство е датирано между 12. и 14. век, е преустроявана няколко пъти. От първоначалната постройка са останали само стените на апсидата, според някои изградени само с камъни, взети от котата на свещения нурагически кладенец.